# GARR
GARR è il nome della rete italiana a banda ultralarga dedicata alla comunità dell'istruzione, della ricerca e della cultura (NREN), oltre che del consorzio che la gestisce.
Il nome era inizialmente l'acronimo di "Gruppo per l'Armonizzazione della Rete della Ricerca",
modificato poi in "Gestione Ampliamento Rete Ricerca" nel 2002.
La rete è stata concepita negli anni '80 e realizzata per la prima volta nel 1991. Dal 2002 la gestione è in mano all'associazione "Consortium GARR", fondata da CNR, ENEA, INFN, e CRUI in rappresentanza di tutte le università italiane, con il patrocinio del Ministero dell'Istruzione, dell'Università e della Ricerca.

## Storia
La rete GARR è nata dalla volontà di unificare e armonizzare le differenti reti informatiche precedentemente esistenti nei centri di ricerca e nelle università. La prima rete unica è stata realizzata nel 1991, grazie all'impegno del Gruppo per l'Armonizzazione della Rete della Ricerca (da cui deriva l'acronimo GARR), costituitosi alla fine degli anni '80 per rappresentare organicamente il mondo degli enti pubblici di ricerca e dell'università italiana.
L'attuale rete, che implementa la banda ultralarga, è ideata e gestita dal Consortium GARR, fondato nel 2002 con il patrocinio del MIUR e i cui soci sono: CNR, ENEA, INAF, INFN, INGV e CRUI in rappresentanza di tutte le università italiane.
GARR-T (GARR-Terabit) è la rete di 20.000 km di fibra ottica che connette 80 nodi ad una velocità che sulla dorsale varia da un minimo di 100 Gb/s a un massimo di 20 Tb/s, aumentati rispetto al limite massimo di 3 Tb/s che era in vigore fino al 2021.

## Compiti e funzioni
Il suo principale obiettivo è quello di fornire connettività ad altissime prestazioni e servizi innovativi alla comunità scientifica, accademica e della cultura favorendo la collaborazione internazionale attraverso l'interconnessione con le altre reti della ricerca e l'Internet mondiale.

## L'infrastruttura
Alla rete GARR sono connesse circa 1.000 sedi su tutto il territorio nazionale con oltre 2 milioni di utenti finali tra docenti, studenti e ricercatori.
Tutte le discipline di studio e ricerca sono rappresentate, in modo particolare GARR collega:
- Laboratori e centri di ricerca CNR, ENEA, INGV, INFN, INAF, ASI;
- Università e Istituti di Alta formazione artistica, musicale e coreutica;
- Istituti di Ricovero e Cura a Carattere Scientifico e Istituti zooprofilattici sperimentali;
- Biblioteche nazionali e universitarie o altri centri di documentazione;
- Archivi, musei, soprintendenze, istituti culturali;
- Scuole;
- altre strutture di ricerca e istruzione di rilevanza internazionale sul territorio nazionale.

La rete si articola sul territorio con oltre 100 point of presence e dispone di un'infrastruttura in fibra ottica con capacità massima di 200 Gbit/s. L'interconnessione alla rete internet avviene attraverso un doppio collegamento a 300 Gbit/s verso la rete GÉANT (a cui GARR partecipa) e con collegamenti multipli a 10 Gbit/s (complessivamente oltre 100 Gbit/s) verso le reti degli operatori commerciali Google, Cogent Communications e Level 3, oltre a vari collegamenti verso diverse reti regionali. Il peering è effettuato principalmente presso i punti di interscambio del MIX (40 Gbit/s), il NaMeX (20 Gbit/s), il TOP-IX (10 Gbit/s), il Tix (1 Gbit/s), il VSIX (1 Gbit/s) e il PIX (1 Gbit/s) rispettivamente a Milano, Roma, Torino, Firenze, Padova, Palermo.
Tutta la rete GARR ha implementato sia IPv4 che IPv6.

## I servizi per gli utenti
GARR offre alla propria comunità di utenti una serie di servizi ad alto tasso di innovazione legati al funzionamento e all'utilizzo della rete, e altri di livello più applicativo destinati agli utenti finali. 
- Gestione della rete. GARR-NOC (Network Operations Center) è responsabile della gestione e del funzionamento dell'infrastruttura telematica. Tra le sue attività ci sono la gestione degli eventuali guasti, le attivazioni dei collegamenti, la raccolta e pubblicazione dei dati statistici di traffico. A questo scopo GARR ha realizzato la suite di monitoring GINS (GARR Integrated Network Suite) che è in grado di monitorare in tempo reale l'andamento della rete ad ogni livello dell'infrastruttura, semplificando la risoluzione dei problemi e consentendo l'interoperabilità con altri sistemi.
- Domini, Indirizzi IP, DNS. GARR–LIR e GARR-NIC sono servizi per la registrazione dei domini .it e .eu e per l'assegnazione e gestione degli indirizzi IP.
- Sicurezza informatica. GARR-CERT ha il compito di assistere gli utenti GARR in ambito di sicurezza informatica, gestendo gli incidenti e prevenendone il rischio.
- Sicurezza informatica. GARR-SCARR è un nuovo servizio per effettuare test di vulnerabilità sulle macchine della rete GARR effettuando una serie di scansioni ripetute a richiesta.
- Videoconferenza. GARR Vconf è il servizio di multivideoconferenza che permette di collegare fino a 80 sedi contemporaneamente. Il servizio è gratuito per tutti gli utenti della comunità accademica e della ricerca italiana.
- Identità digitali. GARR IDEM AAI è l'infrastruttura di Autenticazione e Autorizzazione (AAI) che consente di semplificare l'accesso a risorse online grazie all'utilizzo di una procedura standard di autenticazione. La scelta di un approccio federato (Federazione IDEM) permette agli utenti delle organizzazioni che ne fanno parte di utilizzare le credenziali del proprio ufficio anche quando accedono a risorse di altre organizzazioni.
- Wi-Fi in mobilità. eduroam è un servizio che, in ambito universitario e degli enti di ricerca, offre la possibilità di accedere a reti wireless in tutto il mondo senza dover richiedere credenziali specifiche all'organizzazione ospitante.
- Personal data storage. GARRbox è il primo servizio di cloud storage riservato agli utenti della comunità italiana dell'istruzione e della ricerca che garantisce che le risorse siano mantenute su server GARR localizzati in Italia.
- Trasferimento file di grandi dimensioni. Filesender è un'applicazione web che permette agli utenti di inviare a qualsiasi destinatario, in modo facile e sicuro, file di grandi dimensioni, ovviando ai limiti solitamente imposti alla posta elettronica.
- Certificati digitali. GARR-CA è il servizio di Certification Authority per il rilascio di certificati digitali per persone e server. L'utilizzo dei certificati digitali è necessario per firmare e cifrare documenti e per proteggere e certificare l'autenticità dei siti a cui ci si collega.
- Distribuzione software. GARR MIRROR fornisce la distribuzione dei più usati software disponibili in rete. L'archivio del GARR ftp-mirror è dell'ordine di 240 Terabyte[9].
- VoIP. GARR NRENUM VOIP, nell'ambito della telefonia su IP, GARR amministra per il blocco italiano +39 lo spazio di numerazione, valido in ambito delle reti della ricerca, NRENum.net, consiglia e indirizza nell'implementazione del VoIP.

## Organi
- Assemblea
- Consiglio di Amministrazione
- Presidente
- Direttore
- Collegio Sindacale
- Comitato Tecnico Scientifico